# Subkutan venport

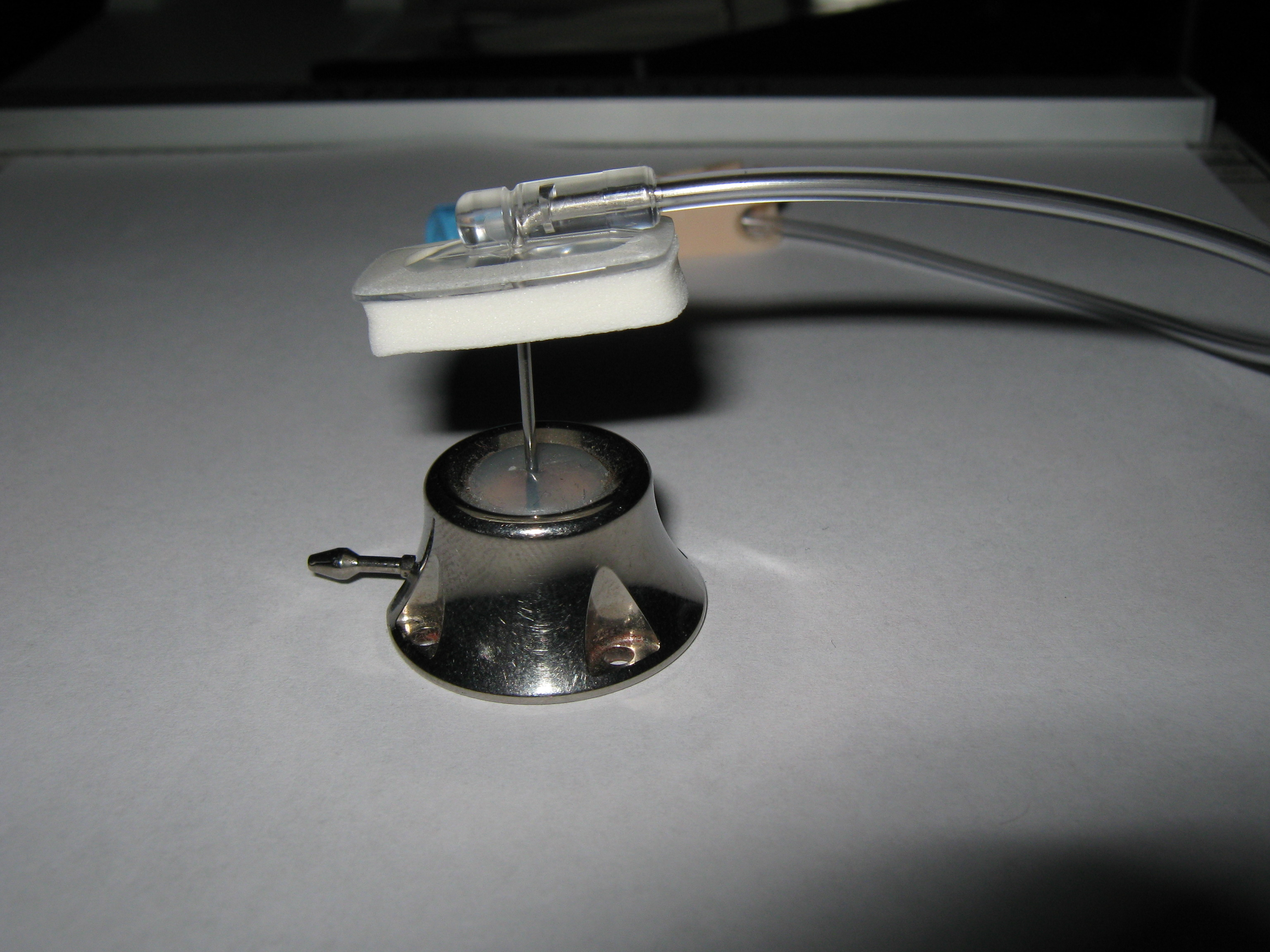
En SVP med en nål införd.

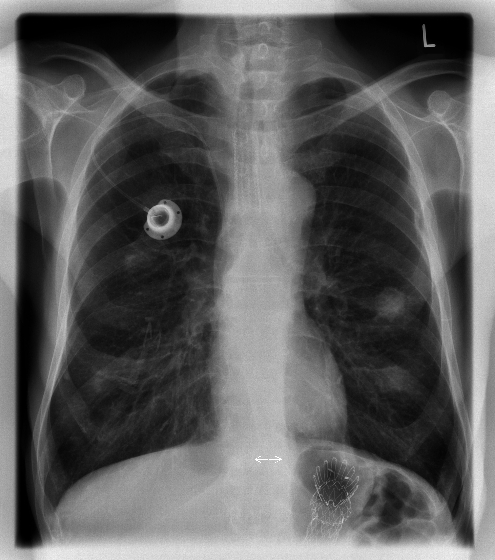
En röntgenbild av thorax. SVP:n syns som en rund ring på den vänstra sidan av bilden.

En subkutan venport (SVP), ofta kallad port-a-cath, är en dosa som opereras in under huden i syfte att förenkla injektion och infusion av medicin samt tagning av blodprov . En SVP kan opereras ovan eller under bröstet, men kan även opereras in på andra ställen. Genom en SVP kan medicin injiceras eller blodprov tas med mindre obehag för patienten än genom injicering genom nålstick.

## Källa
1. ↑  ”Subkutan venport - Översikt”. http://www.vardhandboken.se/Texter/Subkutan-venport/Oversikt/. Läst 11 september 2014.
2. ↑  ”Subkutan venport - Injektion/infusion”. Arkiverad från originalet den 12 september 2014. https://web.archive.org/web/20140912014151/http://www.vardhandboken.se/Texter/Subkutan-venport/Injektion-infusion/. Läst 11 september 2014.
3. ↑  ”Subkutan venport - Blodprov och blododling”. http://www.vardhandboken.se/Texter/Subkutan-venport/Blodprov-och-blododling/. Läst 11 september 2014.